# Mandato di credito
Il mandato di credito è un istituto giuridico disciplinato dagli articoli 1958 e 1959 del codice civile italiano.

## Storia
Nel diritto romano, veniva utilizzato in funzione di garanzia delle obbligazioni da mutuo. La persona che accettava di farsi garante assumeva il ruolo di mandante, dando incarico al mandatario di dare una certa quantità di denaro in mutuo ad un terzo. Si contraeva in tal modo un mandatum pecuniae credendae; al creditore, una volta data la somma a mutuo, spettava sia l' actio certae creditae pecuniae contro il debitore sia l’actio mandati contraria contro il mandante.

## Caratteristiche
Si tratta di un contratto bilaterale con cui una parte si obbliga nei confronti dell'altra, che le ha conferito l'incarico, a fare credito ad un terzo. La parte che ha dato l'incarico risponde come fideiussore di un debito futuro, quello assunto dal terzo cui viene fatto credito. 
La parte che si obbliga a fare credito non può sottrarsi a tale incarico; tuttavia chi l'ha conferito può revocarlo, salvo l'obbligo di risarcire il danno all'altra parte.
Discussa è la natura giuridica di questo istituto, che racchiude elementi sia del mandato che della fideiussione.